# جورجینا هرمان
جورجینا هرمان (به انگلیسی: Georgina Herrmann) (زاده 20 اکتبر 1937) باستان‌شناس و پژوهشگر دانشگاهی بازنشسته بریتانیایی است. تخصص او در باستان‌شناسی خاور نزدیک است. او به عنوان کارمند دولت کار می‌کرد. بعدها او باستان‌شناسی را فراگرفت و بقیه عمر کاری اش را به در زمینه باستان‌شناس و مدرس دانشگاهی فعال بود. او باستان‌شناسی غرب را در کالج دانشگاهی لندن از سال 1994 تا 2002 میلادی را فرا گرفت.

## زندگی اولیه و تحصیلات
هرمان در ۲۰ اکتبر ۱۹۳۷ در خانواده جان و گلادیس تامپسون به دنیا آمد. شغل نخست او به عنوان منشی در وزارت امور خارجه از سال ۱۹۵۶ تا ۱۹۶۱ بود. سپس به تحصیلات خود بازگشت و برای دریافت دیپلم تحصیلات تکمیلی در مؤسسه باستان‌شناسی دانشگاه لندن تحصیل کرد که در سال ۱۹۶۳ آن را تکمیل کرد. سپس تحقیقات خود را در کالج سنت هیوز، آکسفورد آغاز کرد و در سال ۱۹۶۶ با دریافت درجه دکتری فلسفه (DPhil) فارغ‌التحصیل شد. رساله دکتری او تحت عنوان "منبع، توزیع، تاریخ و استفاده از لاجورد در آسیای غربی از آغاز تا پایان دوره سلوکی" بود؛ این اولین مطالعه جامع در زمینه تجارت لاجورد بود که از افغانستان آغاز می‌شد. استاد راهنمای دکتری او مکس مالوان بود.

## حرفه دانشگاهی
هرمان حرفه دانشگاهی خود را به عنوان پژوهشگر جوان ج. ر. مک‌آیویر در دانشگاه آکسفورد از سال ۱۹۶۶ تا ۱۹۶۸ آغاز کرد. او از سال ۱۹۷۴ تا ۱۹۷۶ پژوهشگر کالوست گلبنکیان در دانشگاه کمبریج بود. در سال ۱۹۸۶ استاد برجسته دانشگاه کالیفرنیا در برکلی شد. از سال ۱۹۸۵ تا ۱۹۹۱، او پژوهشگر لِوِرهلم و مدرس نیمه‌وقت در مؤسسه باستان‌شناسی دانشگاه لندن بود. پس از ادغام این مؤسسه با کالج دانشگاهی لندن (UCL) در سال ۱۹۸۶، او از سال ۱۹۹۱ تا ۱۹۹۳ مدرس باستان‌شناسی بین‌النهرین در UCL بود و از ۱۹۹۳ تا زمان بازنشستگی‌اش در ۲۰۰۲، استاد باستان‌شناسی آسیای غربی در این دانشگاه بود.
علاقه‌های پژوهشی اولیه هرمان شامل برجسته‌نگاری‌های ساسانی در ایران، تجارت لاجورد در هزاره سوم پیش از میلاد از افغانستان، و عاج‌های نیمرود بود. در سال ۱۹۹۲، او به عنوان مدیر حفاری‌های مرو، یک سایت اوasis جاده ابریشم در ترکمنستان منصوب شد. او نقش کلیدی در موفقیت درخواست مرو برای تبدیل شدن به نخستین سایت میراث جهانی یونسکو در آسیای مرکزی داشت که در سال ۱۹۹۹ به آن اعطا شد.
پس از بازنشستگی، او بین سال‌های ۲۰۰۲ تا ۲۰۲۰ به عنوان استاد پژوهشی افتخاری بازدیدکننده فعالیت کرد و از سال ۲۰۲۰ به عنوان استاد بازنشسته شناخته می‌شود. او همچنین عضو شورای آکادمی بریتانیا بین سال‌های ۲۰۱۲ تا ۲۰۱۵ بود.

## آثار منتخب
- Herrmann, Georgina (1977). The Iranian revival. Oxford: Elsevier-Phaidon. ISBN 978-0729000451.
- Herrmann, Georgina (1986). Ivories from room SW 37, Fort Shalmaneser. London: British School of Archaeology in Iraq. ISBN 978-0903472104.
- Herrmann, Georgina (1999). Monuments of Merv: traditional buildings of the Karakum. London: Society of Antiquaries of London. ISBN 978-0854312757.
- Cribb, Joe; Herrmann, Georgina, eds. (2007). After Alexander: Central Asia before Islam. Oxford: Oxford University Press. ISBN 978-0197263846.
- Herrmann, Georgina (2017). Ancient Ivory: Masterpieces of the Assyrian Empire. London: Thames and Hudson. ISBN 978-0500051917.

## منبع
مشارکت‌کنندگان ویکی‌پدیا. «Georgina Herrmann». در دانشنامهٔ ویکی‌پدیای انگلیسی، بازبینی‌شده در ۲۰۲۴-۰۶-۲۹.